# دناجی
دناجی یک منطقهٔ مسکونی در سوریه است که در منطقه قطنا واقع شده‌ است. دناجی ۹۳۳ نفر جمعیت دارد.